# كفر أبو شرابية
قرية كفر أبوشرابية هي إحدى القرى التابعة لمركز كفر صقر في محافظة الشرقية في جمهورية مصر العربية. حسب إحصاءات سنة 2006، بلغ إجمالي السكان في كفر أبوشرابية 2736 نسمة، منهم 1392 رجل و1344 امرأة.